# Neutron
Neutron (tiếng Việt đọc là nơtron hoặc nơ-tơ-rông hay Trung hòa tử) là một hạt hạ nguyên tử, là một trong hai loại hạt cấu tạo nên hạt nhân nguyên tử. Neutron không mang điện tích và có khối lượng bằng 1,67492716(13)×10−27 kg. Neutron và proton được gọi là nucleon.
Hạt nhân của hầu hết các nguyên tử gồm có các neutron và proton. Số neutron xác định các đồng vị của một nguyên tố.

Biểu đồ Feynmann của quá trình phân rã bêta của neutron.

## Lịch sử nghiên cứu
Câu chuyện về việc phát hiện ra neutron và các đặc tính của nó là trung tâm của những phát triển phi thường trong vật lý nguyên tử xảy ra vào nửa đầu thế kỷ 20, cuối cùng dẫn đến quả bom nguyên tử vào năm 1945. Trong mô hình Rutherford năm 1911, nguyên tử bao gồm một hạt nhân khối lượng nhỏ tích điện dương được bao quanh bởi một đám mây electron mang điện tích âm lớn hơn nhiều. Năm 1920, Rutherford cho rằng hạt nhân bao gồm các proton điện tích dương và các hạt mang điện trung hòa, được cho là một proton và một liên kết electron theo một cách nào đó. Các electron được cho là cư trú bên trong hạt nhân vì người ta biết rằng bức xạ beta bao gồm các electron phát ra từ hạt nhân.  Rutherford gọi các hạt không tích điện này là neutron, theo gốc tiếng Latinh có nghĩa là trung tính (neuter) và hậu tố Hy Lạp -on (hậu tố được sử dụng trong tên của các hạt hạ nguyên tử, tức là electron và proton). Nhưng các tham chiếu đến từ neutron liên quan đến nguyên tử có thể được tìm thấy trong tài liệu sớm nhất là vào năm 1899. Nhà hóa học người Mỹ W.D. Harkins đã tiên đoán chính xác về sự tồn tại của neutron vào năm 1920 (như một phức hợp proton-electron) và là người đầu tiên sử dụng từ "neutron" trong mối liên hệ với hạt nhân nguyên tử. Trong suốt những năm 1920, các nhà vật lý cho rằng hạt nhân nguyên tử được cấu tạo bởi các proton và "electron hạt nhân" nhưng có những vấn đề rõ ràng. Rất khó để điều hòa mô hình proton-electron cho hạt nhân với quan hệ bất định Heisenberg của cơ học lượng tử. Nghịch lý Klein, do Oskar Klein phát hiện năm 1928, đã đưa ra những phản đối cơ học lượng tử hơn nữa đối với khái niệm về một điện tử bị giới hạn trong một hạt nhân. Các đặc tính quan sát được của nguyên tử và phân tử không phù hợp với spin hạt nhân dự kiến từ giả thuyết proton-electron. Cả proton và electron đều mang spin nội tại là ½ ħ. Các đồng vị của cùng một loài (tức là có cùng số proton) có thể có spin nguyên hoặc phân số, tức là spin của neutron cũng phải là phân số (½ ħ). Nhưng không có cách nào để sắp xếp spin của một electron và một proton (được cho là liên kết để tạo thành neutron) để có được spin phân đoạn của neutron. Năm 1931, Walther Bothe và Herbert Becker phát hiện ra rằng nếu bức xạ hạt alpha từ polonium rơi vào beryli, boron hoặc lithium, một bức xạ xuyên thấu bất thường sẽ được tạo ra. Bức xạ không bị ảnh hưởng bởi điện trường, vì vậy Bothe và Becker cho rằng nó là bức xạ gamma. Năm sau Irène Joliot-Curie và Frédéric Joliot-Curie ở Paris cho thấy rằng nếu bức xạ "gamma" này rơi vào parafin, hoặc bất kỳ hợp chất chứa hydro nào khác, nó sẽ phóng ra các proton có năng lượng rất cao.  Cả Rutherford và James Chadwick tại Phòng thí nghiệm Cavendish ở Cambridge đều không bị thuyết phục bởi cách giải thích tia gamma. Chadwick nhanh chóng thực hiện một loạt thí nghiệm cho thấy bức xạ mới bao gồm các hạt không tích điện có cùng khối lượng với proton. Những hạt này là neutron. Chadwick đã giành được giải Nobel Vật lý năm 1935 cho khám phá này. Các mô hình cho một hạt nhân nguyên tử bao gồm proton và neutron nhanh chóng được phát triển bởi Werner Heisenberg  và những người khác. Mô hình proton-neutron giải thích câu đố về spin của hạt nhân. Nguồn gốc của bức xạ beta được Enrico Fermi giải thích vào năm 1934 bằng quá trình phân rã beta, trong đó neutron phân rã thành proton bằng cách tạo ra một electron và một neutrino (chưa được phát hiện). Năm 1935, Chadwick và nghiên cứu sinh tiến sĩ Maurice Goldhaber đã báo cáo phép đo chính xác đầu tiên về khối lượng của neutron. Đến năm 1934, Fermi đã bắn phá các nguyên tố nặng hơn bằng neutron để tạo ra hiện tượng phóng xạ trong các nguyên tố có số nguyên tử cao. Năm 1938, Fermi nhận giải Nobel Vật lý "vì những chứng minh về sự tồn tại của các nguyên tố phóng xạ mới được tạo ra bởi bức xạ neutron, và khám phá liên quan của ông về phản ứng hạt nhân do neutron chậm" Năm 1938, Otto Hahn, Lise Meitner và Fritz Strassmann đã phát hiện ra sự phân hạch hạt nhân, hay sự phân đoạn của các hạt nhân Uranium thành các nguyên tố nhẹ, gây ra bởi sự bắn phá của neutron. Năm 1945, Hahn nhận giải Nobel Hóa học năm 1944 "vì đã khám phá ra sự phân hạch của các hạt nhân nguyên tử nặng". Việc phát hiện ra sự phân hạch hạt nhân sẽ dẫn đến sự phát triển của năng lượng hạt nhân và bom nguyên tử vào cuối Thế chiến II.

## Tương tác
Các neutron tương tác với nhau qua ba lực cơ bản: lực hạt nhân yếu, lực hạt nhân mạnh và lực hấp dẫn.

### Tương tác điện từ
Do trung hòa về điện nên neutron không tham gia vào các tương tác điện từ

## Cấu trúc quark
Mỗi neutron gồm hai quark xuống và một quark lên.
Các neutron đóng vai trò quan trọng trong nhiều phản ứng hạt nhân.

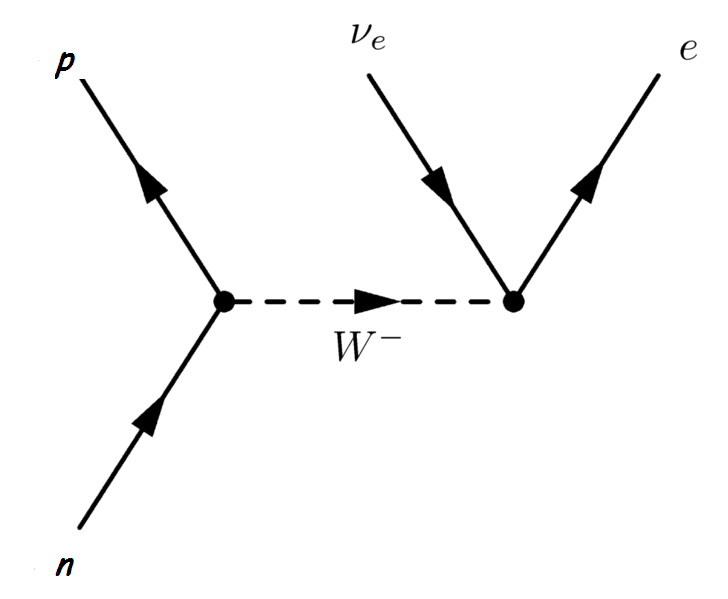
Quá trình phân rã
3 Quark

## Phản neutron
Phản neutron là các phản hạt của neutron. Những hạt này đã được tìm ra bởi Bruce Cork vào năm 1956, một năm sau khi phát hiện ra phản proton. Phản neutron cấu thành bởi các phản quark , và có mômen lưỡng cực từ ngược với chính hạt: +1.91 µN cho phản neutron